# Bagverdī-ye ‘Olyā
Bagverdī-ye ‘Olyā (persiska: بَگوِردئ عُليا, بگوردی علیا) är en ort i Iran.   Den ligger i provinsen Lorestan, i den nordvästra delen av landet, 400 km sydväst om huvudstaden Teheran. Bagverdī-ye ‘Olyā ligger 1 915 meter över havet och antalet invånare är 128.
Terrängen runt Bagverdī-ye ‘Olyā är varierad.Runt Bagverdī-ye ‘Olyā är det ganska tätbefolkat, med 72 invånare per kvadratkilometer. Närmaste större samhälle är Nūrābād, 18,4 km väster om Bagverdī-ye ‘Olyā. Trakten runt Bagverdī-ye ‘Olyā består i huvudsak av gräsmarker.